# Грдзели-Чала
Грдзели-Чала (груз. გრძელი ჭალა) — село в Грузии. Находится в восточной Грузии, в Кварельском муниципалитете края Кахетия. Расположено в предгорьях Кахетинского Кавкасиони, на высоте 640 метров над уровнем моря, в верховьях реки Болиа, которая впадает в реку Инцоба с правой стороны. От города Кварели располагается в 28 километрах, а от города Телави (ближайшая железнодорожная станция) в 26 километрах. По результатам переписи 2014 года в селе проживало 28 человек.